# Neviasca
Episparis là một chi bướm đêm thuộc họ Noctuidae.

## Sự miêu tả
Palpi hếch lên và có lông. Phút chung thứ ba. Có búi tóc ngắn phía trước. Ở con đực, râu có hai chiều dài bằng hai phần ba. Ngực và bụng phủ đầy lông thô. Xương chày có lông. Cánh trước có gân thẳng. Lề ngoài cắt từ gân 5 ra góc ngoài. Cánh sau có rìa ngoài được tạo ra đến một điểm ở gân 3 và được cắt bỏ bên dưới điểm.